# Literatură erotică

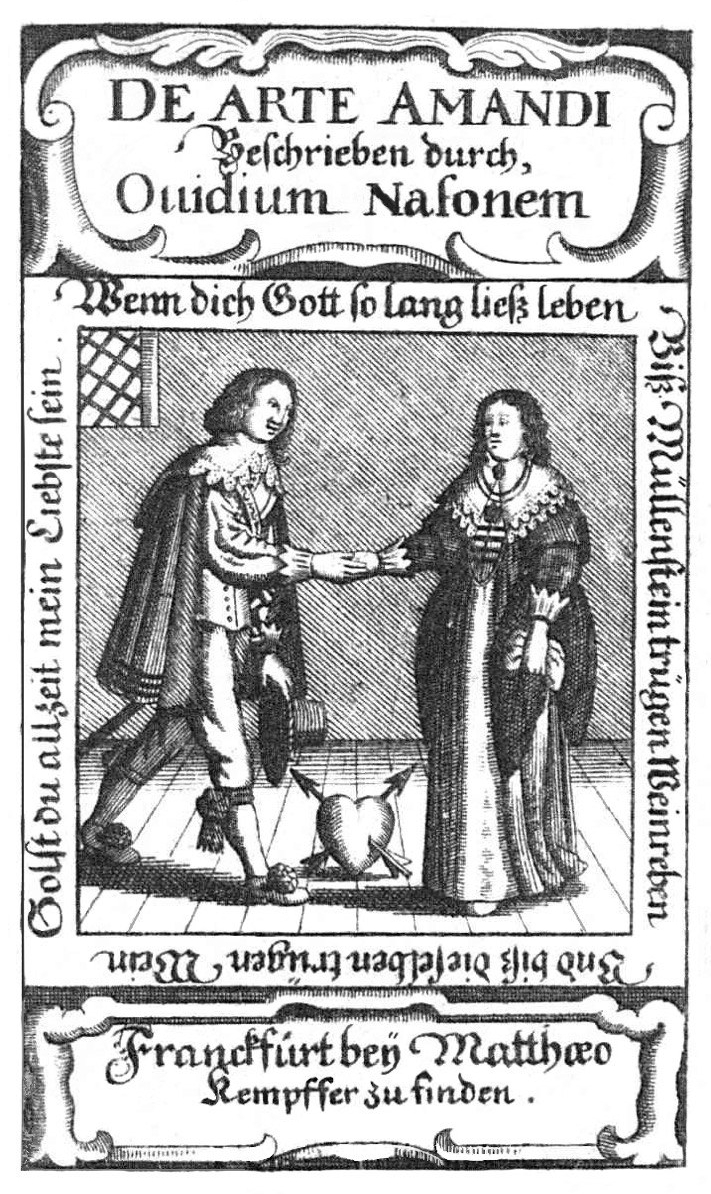
Literatură erotică

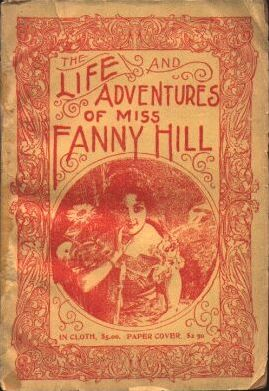
John Cleland: Fanny Hill, 1910

Literatură erotică (Erotikon, pl. Erotika) este un termen care cuprinde o serie de texte, imagini cu substrat erotic. Este dificilă o delimitarea clară a temelor despre sexualitate, dragoste sau pornografie.
De exemplu temele biblice cu Adam și Eva, goi înainte de a păcătui, reprezintă nevinovăția din paradis. Categorisirea textelor și imaginilor erotice s-au schimbat în decursul istoriei. Dacă prezentarea unui nud în antichitate, căuta să exprime frumusețea corpului uman, în Evul Mediu era socotit un păcat, pe când în perioada modernă pe lângă proză a mai apărut și poezia erotică.

## Genuri ale literaturii erotice
„Monstrul porno” (engleză Monster erotica) este un nou gen al literaturii erotice.
Genul se învârte în jurul personajelor, majoritatea femei, care au întâlniri erotice și bizare cu creaturi mitice sau ficționale, precum Big Foot, extratereștri, creaturi marine și cam orice fel de rezultat al imaginației.

## Literatură
- John Atkins: Sex in literature, 4 Bände 1970-1982
- Paul Englisch: Geschichte der erotischen Literatur, 1927, Reprint 1977, ISBN 3-921695-01-5
- Carolin Fischer: Gärten der Lust. Eine Geschichte erregender Lektüren, Stuttgart ; Weimar : Metzler, 1997, ISBN 3-476-01563-7, als TB: München: Dt. Taschenbuch-Verlag, 2000
- Hiltrud Gnüg, Der erotische Roman. Von der Renaissance bis zur Gegenwart, Ditzingen: Reclam, 2002, ISBN 3-15-017634-4
- Eberhard und Phyllis Kronhausen: Bücher aus dem Giftschrank. Eine Analyse der verbotenen und verfemten erotischen Literatur, 1969
- Hermann Schreiber: Erotische Texte. Sexualpathologische Erscheinungen in der Literatur, 1969

#### Antichitate și Evul Mediu
- G. Leick: Sex and eroticism in Mesopotamian literature, 1994 (ISBN 0-415-06534-8)
- S. Mulchandani: Erotic literature of ancient India. Kama Sutra, Koka Shastra, Gita Govindam, Ananga Ranga, 2006, ISBN 81-7436-384-X

#### Perioada modernă până în 1900
- J. Goulemot: Gefährliche Bücher. Erotische Literatur, Pornographie, Leser und Zensur im 18. Jahrhundert, 1993, ISBN 3-499-55528-X
- I. Moulton: Before pornography. Erotic writing in early modern England, 2000, ISBN 0-19-513709-4